# كام ستيوارت
كام ستيوارت هو لاعب هوكي جليد كندي، ولد في 18 سبتمبر 1971 في كيتشنر في كندا.

## وصلات خارجية
- كام ستيوارت على موقع دوري الهوكي الوطني (الإنجليزية)
- كام ستيوارت على موقع EliteProspects.com (الإنجليزية)
- كام ستيوارت على موقع HockeyDB.com (الإنجليزية)
- كام ستيوارت على موقع Hockey-Reference.com (الإنجليزية)